# Наков, Андрей
Андре́й Бори́сов На́ков (фр. Andréi Nakov; 13 ноября 1941, София — 22 мая 2022) — французский искусствовед, историк искусства, куратор болгарского происхождения. Специалист по русскому авангарду, дадаизму, современному искусству.

## Биография
Андрей Наков родился в 1941 году в Софии (Болгария).
После завершения учёбы в Варшаве в 1963 году эмигрировал по политическим мотивам во Францию.
Доктор искусствоведения (1969).
Преподавал в университетах Нью-Йорка, Монреаля, Парижа, Лондона и Познани.
Написал книги о творчестве Александры Экстер, братьев Стенберг, Нины Коган, Александра Богомазова, Казимира Малевича. В 1987 году посетил СССР, принял участие в выставке А. Экстер.
После организации в 1987—1988 годах выставки Михаила Ларионова во Франкфурте и Женеве Наков был обвинён швейцарским арт-дилером Франсуа Дольтом, владевшим частью наследия Ларионова и его архивом, в экспонировании фальшивок. Никаких доказательств для своего утверждения Дольт не предоставил, и Journal de Genève, спровоцировавший скандал, после пятилетнего разбирательства был вынужден выплатить Накову компенсацию морального ущерба.
Умер 22 мая 2022 года.